# Zombie Panic in Wonderland
Zombie Panic in Wonderland (ゾンビ イン ワンダーランド, Zombie in Wonderland) é um jogo eletrônico de tiro em primeira pessoa para o WiiWare lançado na Europa e na América do Norte pela desenvolvedora espanhola Akaoni Studio. O jogo foi primeiramente distribuído no Japão pela Marvelous Entertainment em 16 de março de 2010, e mais tarde no mesmo ano foi lançado na Europa o dia 9 de abril e na América do Norte no dia 3 de maio. Uma versão melhorada do jogo chamada Zombie Panic in Wonderland Plus foi lançada na iTunes App Store para Apple iPod Touch, iPhone e iPad em 7 de fevereiro de 2013.